# Tempolopp

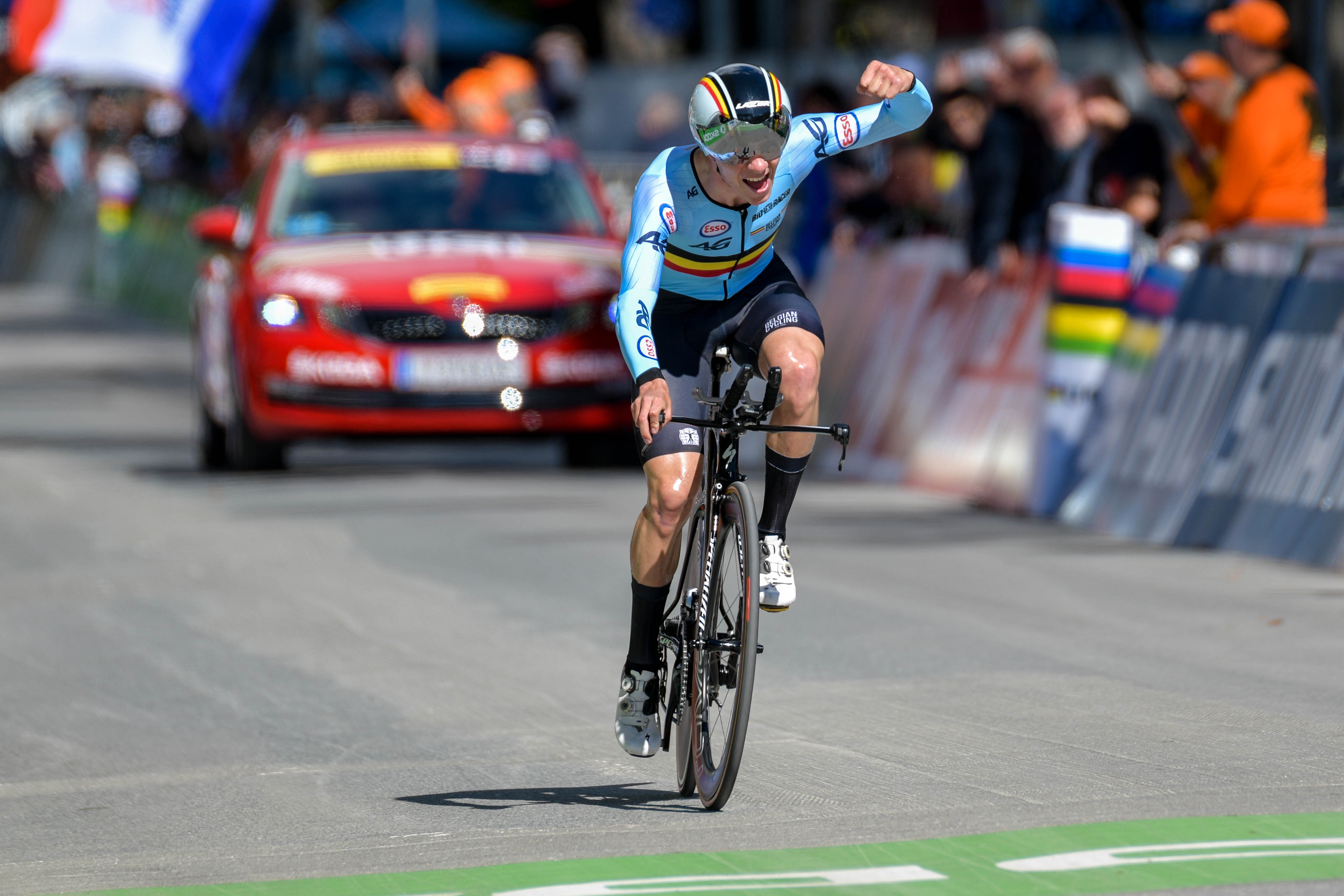
Remco Evenepoel blir Världsmästare i tempolopp för juniorer, året 2018.

Tempolopp är inom landsvägscykling en tävlingsform där de deltagande cyklisterna (individuellt tempolopp, ITT) eller lagen (vid lagtempolopp, TTT) startar med ett visst tidsintervall för att i kamp mot klockan tillryggalägga en sträcka som är kortare än vid linjelopp. Den cyklist eller det lag som vid målgång förbrukat minst tid blir vinnare. I lagtempo tas tiden på den åkare som placerar sig på en förutbestämd plats inom laget, vanligtvis just över hälften av lagets storlek (exempelvis för fyra- eller femmannalag tas tiden på den tredjeplacerade).
Inom bancykling avser däremot tempolopp en typ av poänglopp som ingår i omnium, medan den tävlingsform där man kör en bestämd sträcka på tid kallas tidslopp.
Vid svenska mästerskap i individuellt tempolopp på landsväg körs, i seniorklasserna, 40–50 km för herrar och 20–30 km för damer. Samma distanser gäller vid världsmästerskapen och Olympiska spelen för elitklasserna. Vid övriga tävlingar får individuella tempolopp för herrar vara maximalt 80 km för herrar och 40 km för damer.

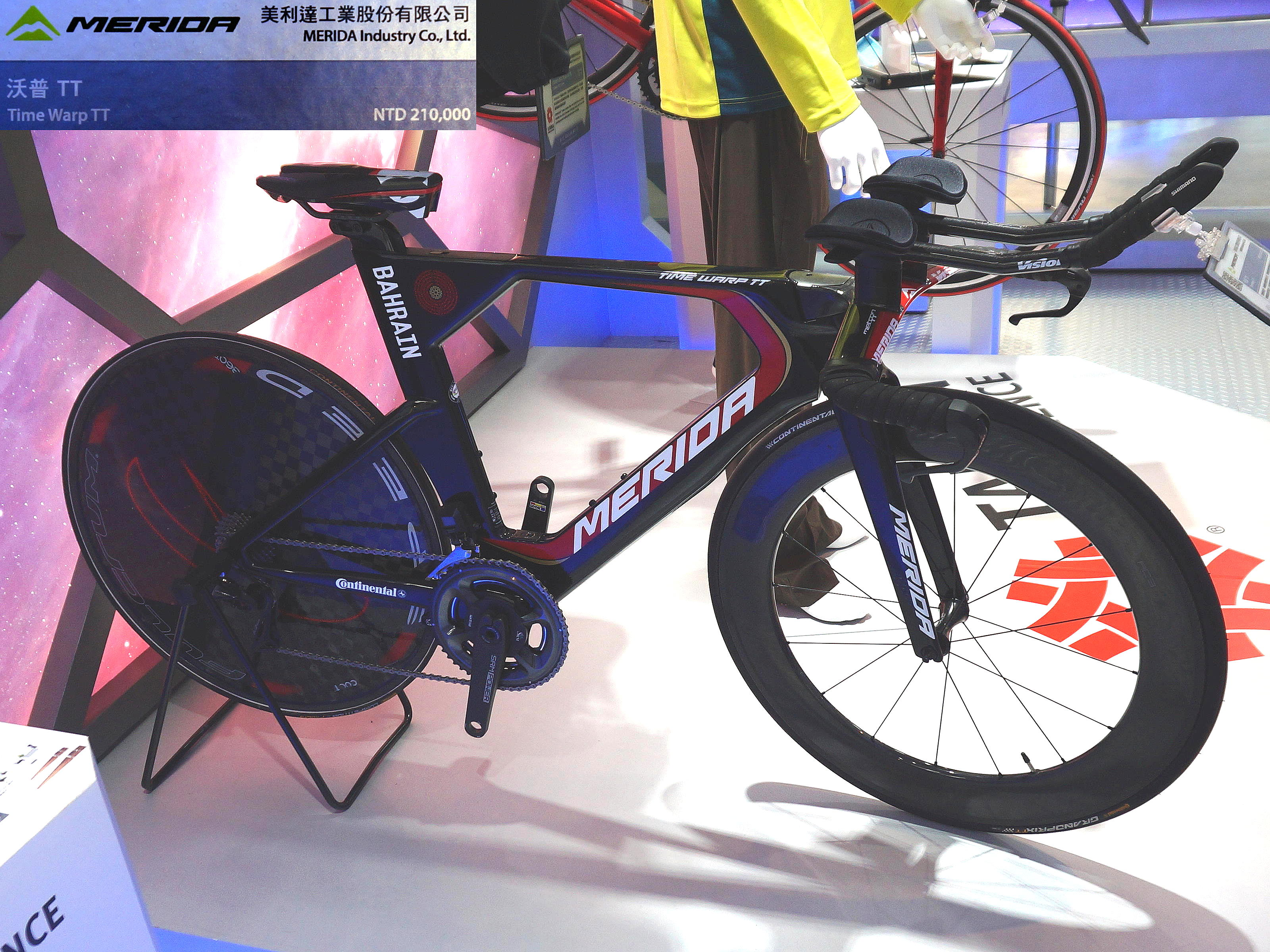
En Merida för tempolopp.
Principen för hur man vid ett lagtempo roterar inom laget för att i tur och ordning kämpa mot fartvinden för att sedan falla tillbaka och lämna över jobbet till näste lagmedlem. I verkligheten ligger man dock främst längre tid än animeringen visar.
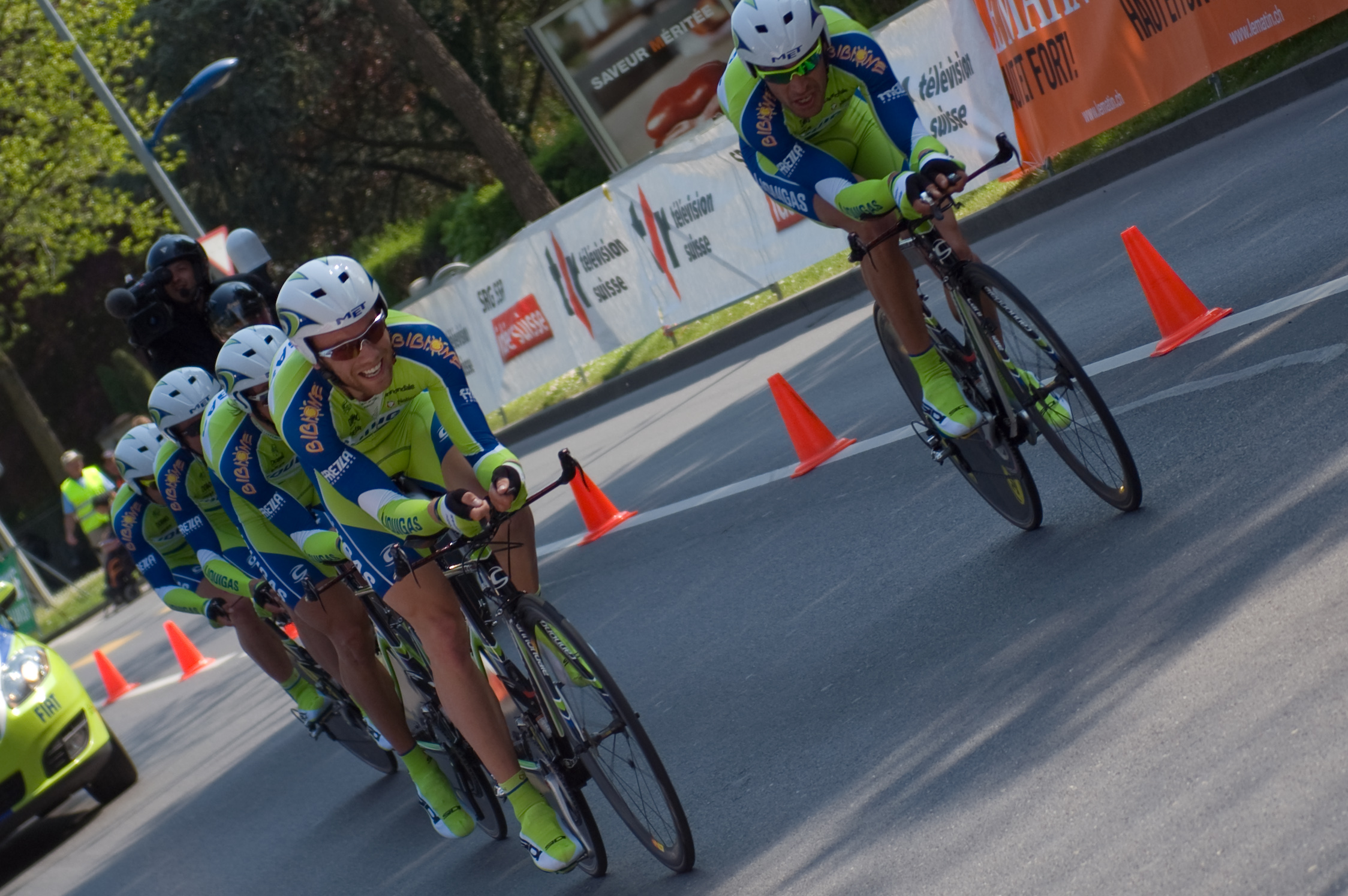
Så här kör man lagtempo på riktigt. Endast en lagmedlem har dragit färdigt och faller tillbaka för att ta sin plats i kön igen.